# Viparyāsa
Con il sostantivo maschile sanscrito viparyāsa (lett. "inversione", "degenerazione", "corruzione", "distorsione"; devanāgarī: विपर्यास; cinese: 顚倒, diāndào; giapponese: tendō; coreano: 전도, chŏndo; vietnamita: điên đảo; tibetano: phy in ci log) si indica nelle dottrine buddiste quella "visione distorta" in senso peggiorativo (la resa cinese 顚倒 indica il "capovolgimento") che lega gli esseri senzienti al destino del saṃsāra.
Vengono tradizionalmente elencate quattro di queste "visioni" erronee:
1. considerare come "piacevole" (sukha) ciò che in realtà procura sofferenza (duḥkha);
2. considerare come "permanente" (nitya) ciò che invece non può sfuggire alla legge dell'impermanenza (anitya);
3. considerare come "puro" (śubha) 'ciò che in realtà conserva delle contaminazioni (aśubha);
4. considerare come possessore di un sé (ātman) ciò che in realtà ne è privo (anātman).

Queste visioni erronee possono essere corrette guardando la realtà nella sua vera natura ovvero come dolorosa, impermanente, impura e priva di un sé.
In alcuni testi della letteratura mahāyāna, segnatamente quella riguardante la dottrina del Tathāgatagarbha (cfr ad esempio lo Śrīmālādevīsiṃhanādasūtra, 勝鬘師子吼一乘大方便方廣經), le qualità positive erroneamente percepite nella realtà appartengono invece alla natura di Buddha e sono rappresentate nella dottrina del guṇapāramitā (la "perfezione delle qualità": "beatitudine", "permanenza", "purezza" e "Sé").